# Schrankogel
Schrankogel je s nadmořskou výškou 3 497 metrů druhým nejvyšším vrcholem Stubaiských Alp
a náleží do první desítky nejvyšších hor Rakouska s prominencí vyšší než 500 metrů. Nachází se v Tyrolsku, na západě Rakouska, jihozápadně od města Innsbrucku. Leží mezi alpskými údolími Ötztal na západě a Stubaital na východě, 10 kilometrů severozápadně od nejvyšší hory Stubaiských Alp Zuckerhütlu.
Schrankogel je nejvyšším vrcholem severního hřebene Alpeiner Berge, který vychází z hlavního hřebene Stubaiských Alp Hochstubai Hauptkamm.